# Potamonautes anchietae
Potamonautes anchietae is een krabbensoort uit de familie van de Potamonautidae. De wetenschappelijke naam van de soort is voor het eerst geldig gepubliceerd in 1871 door Brito Capello.